# Насипна вага
Насипна вага (також насипна густина, насипна щільність) — вага одиниці об'єму сипучого матеріалу, що включає порожнини в частинках та між ними. Вимірюється в г/см3 або в кг/дм3, а для промислових масштабів — в т/м3. Наприклад, насипна маса коксу становить 400—500 кг/м³.